# História de Alcobaça
A actual cidade de Alcobaça cresceu nos vales do rio Alcoa e do rio Baça.
A área do actual concelho de Alcobaça foi habitada pelos Romanos, mas a denominação ficou-lhe dos Árabes, cuja ocupação denota uma era de progresso a julgar pelos numerosos topónimos das terras adjacentes que os recordam, tais como Alcobaça, Alfeizerão, Aljubarrota, Alpedriz e ainda outros topónimos.
Quando Alcobaça foi reconquistada, a localidade tinha acesso ao mar que perto formava a grande Lagoa da Pederneira que atingia Cós e permitia navegarem as embarcações que transportavam para o resto do País os frutos deliciosos produzidos na região graças à técnica introduzida pelos monges de Cister.
Afonso Henriques doou aos monges Cistercienses a 8 de Abril de 1153 as Terras de Alcobaça, com a obrigação de as arrotearem; as doações feitas ao longo dos diversos reinados vieram a constituir um vastíssimo território - Os Coutos de Alcobaça - que ia desde cerca de São Pedro de Moel a São Martinho do Porto e de Aljubarrota a Alvorninha, tendo o território atingido o seu máximo no reinado de D. Fernando I.
Os monges de Cister chegaram a ser senhores de 14 vilas das quais 4 eram portos de mar:  Alfeizerão, São Martinho do Porto, Pederneira e Paredes da Vitória. 
Os monges de Alcobaça, além da sua actividade religiosa e cultural- tiveram aulas públicas desde 1269 e nelas, além de Humanidades, Lógica e Teologia, ensinaram técnicas agrícolas - desenvolveram uma acção colonizadora notável e perdurável, pondo em prática as inovações agrícolas experimentadas noutros mosteiros e graças às quais arrotearam as terras, secaram pauis, introduziram culturas adequadas a cada terreno e organizaram explorações ou quintas, a que chamavam granjas, criando praticamente a partir do nada uma região agrícola que se manteve até aos nossos dias como uma das mais produtivas de Portugal. Joaquim Vieira Natividade refere-se aos monges de Alcobaça, como os monges-agrónomanos.
Os concelhos de Alcobaça e Nazaré, bem como parte do norte do concelho de Caldas da Rainha, foi arroteada e administrada pelos monges alcobacenses. Este vasto território denominava-se os Coutos de Alcobaça.
Eram 14 as vilas dos coutos de Alcobaça:
- Alcobaça;
- Alfeizerão;
- Aljubarrota;
- Alvorninha;
- Cela;
- Cós;
- Évora de Alcobaça;
- Maiorga;
- Paredes da Vitória;
- Pederneira
- Salir de Matos
- Santa Catarina;
- São Martinho do Porto;
- Turquel.

A cidade de Alcobaça recebeu foral de D. Manuel I  em 1514. As outras 12 vilas receberam forais na mesma época.
Em 1567, o mosteiro de Alcobaça separou-se de Cister, a casa-mãe em França, para se tornar cabeça da Congregação Portuguesa, por bula do Papa Pio V.
Em meados do século XVII, a maioria das terras dos coutos de Alcobaça pertencia já aos habitantes das vilas e dos seus concelhos. 
Em 1755, por causa do grande terramoto, Alcobaça foi destruída e sofreu uma enorme inundação. O marquês de Pombal impulsionou o município após essa tragédia.
Durante as invasões francesas, no início do século XIX, o mosteiro de Alcobaça foi pilhado.
O mosteiro esteve novamente a saque durante 11 dias em 1833, após o abandono forçado dos monges, em virtude da vitória liberal na guerra civil. Com a extinção das ordens religiosas decretada em 1834, parte do Mosteiro de Alcobaça foi vendido em hasta pública. Das 14 vilas-concelho apenas Alcobaça e Pederneira (a actual Nazaré) são hoje sede de concelho, tendo os outros sido entretanto extintos.
Nos antigos coutos, administrados pelos monges cistercienses durante quase 700 (setecentos) anos, subsistem, para além da atividade agrícola por eles introduzida, uma profusão de elementos arquitéctónicos sobretudo manuelinos, alguns pelourinhos e muitas casas rurais e anexos agrícolas, como lagares de varas que no século XVII e século XIX foram utilizados para a extracção do azeite a partir dos olivais da Serra dos Candeeiros.
A 30 de agosto de 1995, Alcobaça foi elevada a cidade.
Até 12 de julho de 2001, fazia também parte do município a freguesia da Moita, a qual entretanto foi transferida para o vizinho concelho da Marinha Grande.